# Pioneer Red Wings
Le Pioneer Red Wings (パイオニアレッドウィングス) furono una società pallavolistica femminile giapponese, con sede sia a Tendō che Kawagoe. Il club apparteneva alla Pioneer Corporation.

## Storia della società
Le Pioneer Red Wings nascono nel 1979, come Tohoku Pioneer. Dopo 21 stagioni nelle categorie minori, nella stagione 2000-01 giocano per la prima volta nella V.League, la massima categoria del campionato giapponese.
Nel 2003, vincono la Torneo Kurowashiki, mentre nella stagione 2003-04 giocano la loro prima finale di campionato, battendo le Toray Arrows. Nel 2005 vincono per la seconda volta il Torneo Kurowashiki e, nella stagione 2005-06, si aggiudicano nuovamente il campionato. Al termine della stagione 2013-14 il club retrocede dopo aver perso al Challenge round; nell'estate del 2014 viene comunicato lo scioglimento della società e la chiusura di tutte le attività.

## Rosa 2013-2014
L'ultima rosa con cui le Pioneer Red Wings hanno preso parte alla V.Premier League.
| N° | Nome                | Ruolo | Data di nascita   | Nazionalità sportiva |
| -- | ------------------- | ----- | ----------------- | -------------------- |
| 1  | Aleksandra Crnčević | S     | 30 maggio 1987    | Serbia               |
| 2  | Akiko Kono          | C     | 5 settembre 1989  | Giappone             |
| 3  | Chisato Yokota      | P     | 4 settembre 1990  | Giappone             |
| 5  | Akika Hattori       | S     | 22 settembre 1983 | Giappone             |
| 6  | Yōko Hayashi        | L     | 23 dicembre 1983  | Giappone             |
| 8  | Kanako Konno        | S     | 16 aprile 1984    | Giappone             |
| 9  | Satoe Mitsuhashi    | S     | 27 settembre 1989 | Giappone             |
| 10 | Yūko Asazu          | S     | 27 agosto 1985    | Giappone             |
| 11 | Yukiko Arai         | L     | 8 settembre 1991  | Giappone             |
| 12 | Rika Hattori        | C     | 19 maggio 1990    | Giappone             |
| 13 | Syoko Tamura        | S/C   | 14 aprile 1990    | Giappone             |
| 14 | Ryoko Atago         | S     | 10 aprile 1995    | Giappone             |
| 15 | Fumika Moriya       | C     | 7 aprile 1992     | Giappone             |
| 16 | Yumiko Mochimaru    | S     | 16 settembre 1992 | Giappone             |
| 17 | Akari Watanabe      | P     | 18 settembre 1992 | Giappone             |
| 18 | Tsubura Satō        | L     | 19 febbraio 1994  | Giappone             |
| 19 | Mami Ashino         | S     | 22 luglio 1993    | Giappone             |
| 20 | Mami Yoshida        | L     | 5 giugno 1986     | Giappone             |
| 21 | Natsuno Kurami      | C     | 10 maggio 1993    | Giappone             |
| 22 | Yuki Araki          | S     | 22 maggio 1991    | Giappone             |
| 24 | Koyomi Tominaga     | P     | 1º maggio 1989    | Giappone             |

## Palmarès
- Campionato giapponese: 2

2003-04, 2005-06
- Torneo Kurowashiki: 2

2003, 2005